# Paisaje Protegido de Pamitinan
El Paisaje Protegido de Pamitinan es un área protegida filipina de aproximadamente 608 hectáreas  en la cordillera de Sierra Madre, a sólo 34 kilómetros al noreste de Manila. Contiene y protege el desfiladero de Montalbán formado por el río Marikina que separa el monte Pamitinan y el monte Binacayan en el municipio de Rodríguez, en Rizal. Creado en 1996 mediante la Proclamación n.º 901 del Presidente Fidel Ramos, el parque es originalmente un componente de la Reserva de Mariquina, fundada en 1904 para proteger la cuenca del río Marikina, que suministraba agua a la ciudad de Manila desde la presa de Wawa, situada justo encima del desfiladero de Montalban, a principios del siglo XX. 
El parque es visitado por sus vistas panorámicas, así como por actividades recreativas como senderismo, montañismo, espeleología y turismo histórico. Incluye la cueva de Pamitinan, que jugó un papel durante la Revolución filipina y la Segunda Guerra Mundial, y es el escenario de una leyenda local popular llamada Bernardo Carpio. El pintoresco desfiladero de Montalbán fue declarado monumento nacional y área reservada en 1983 por el Comité Nacional de Ciencias Geológicas del Ministerio de Recursos Naturales.

## Geografía

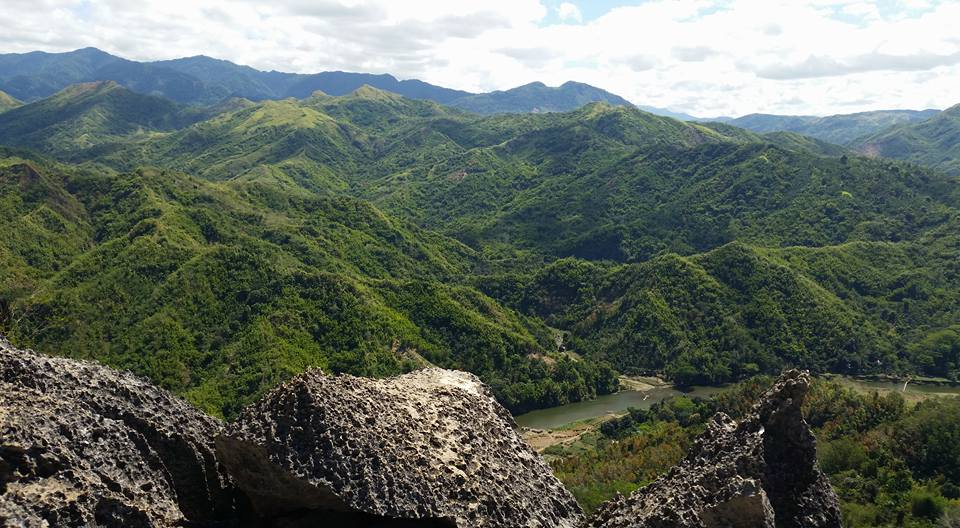
Vista del paisaje protegido desde la cima del monte Pamitinan

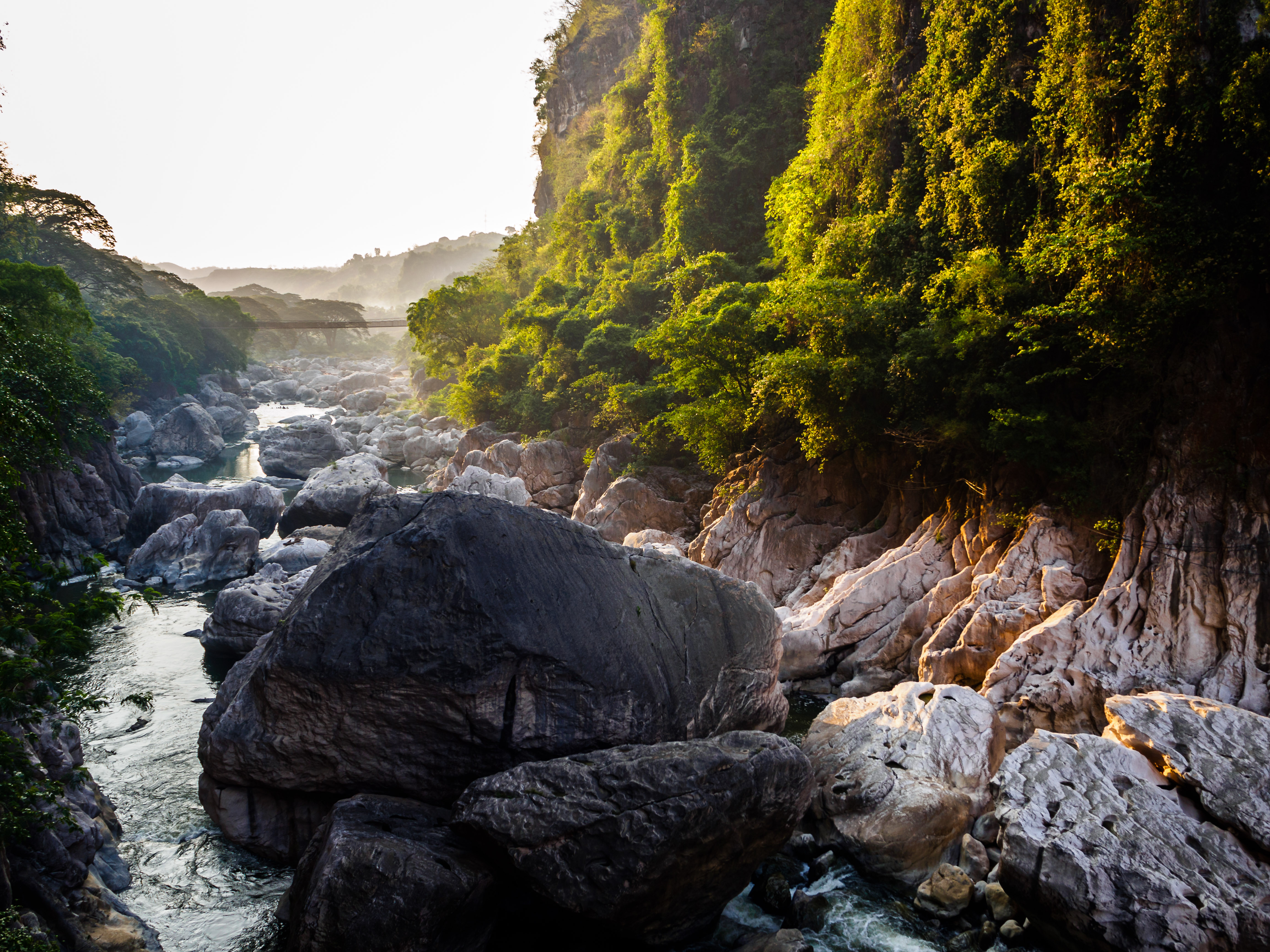
El río Marikina inmediatamente aguas abajo de la presa de Wawa

El Paisaje Protegido de Pamitinan está situado en el sitio de Wawa, dentro de la jurisdicción del barangay de San Rafael, en la sección oriental montañosa de Rodríguez, antiguo municipio de Montalbán. Está centrado en la brecha de agua de 1.180 pies de altura esculpida por el río Marikina en el sur de la Sierra Madre del norte de la provincia de Rizal. El desfiladero de Montalbán, también conocido como desfiladero de Wawa, ha sido un popular destino turístico desde la época colonial y fue considerado como uno de los rasgos naturales más notables del paisaje oriental a principios del siglo XX. Está rodeado por una serie de rocas de mármol, peñascos de piedra caliza y paredes de roca blanca de hasta 49 m de altura. El desfiladero separa el monte Pamitinan, de 426 metros de altura, al norte, y el monte Binacayan, de 424 metros, al sur, con la presa de Wawa y el río Marikina entre ambos.

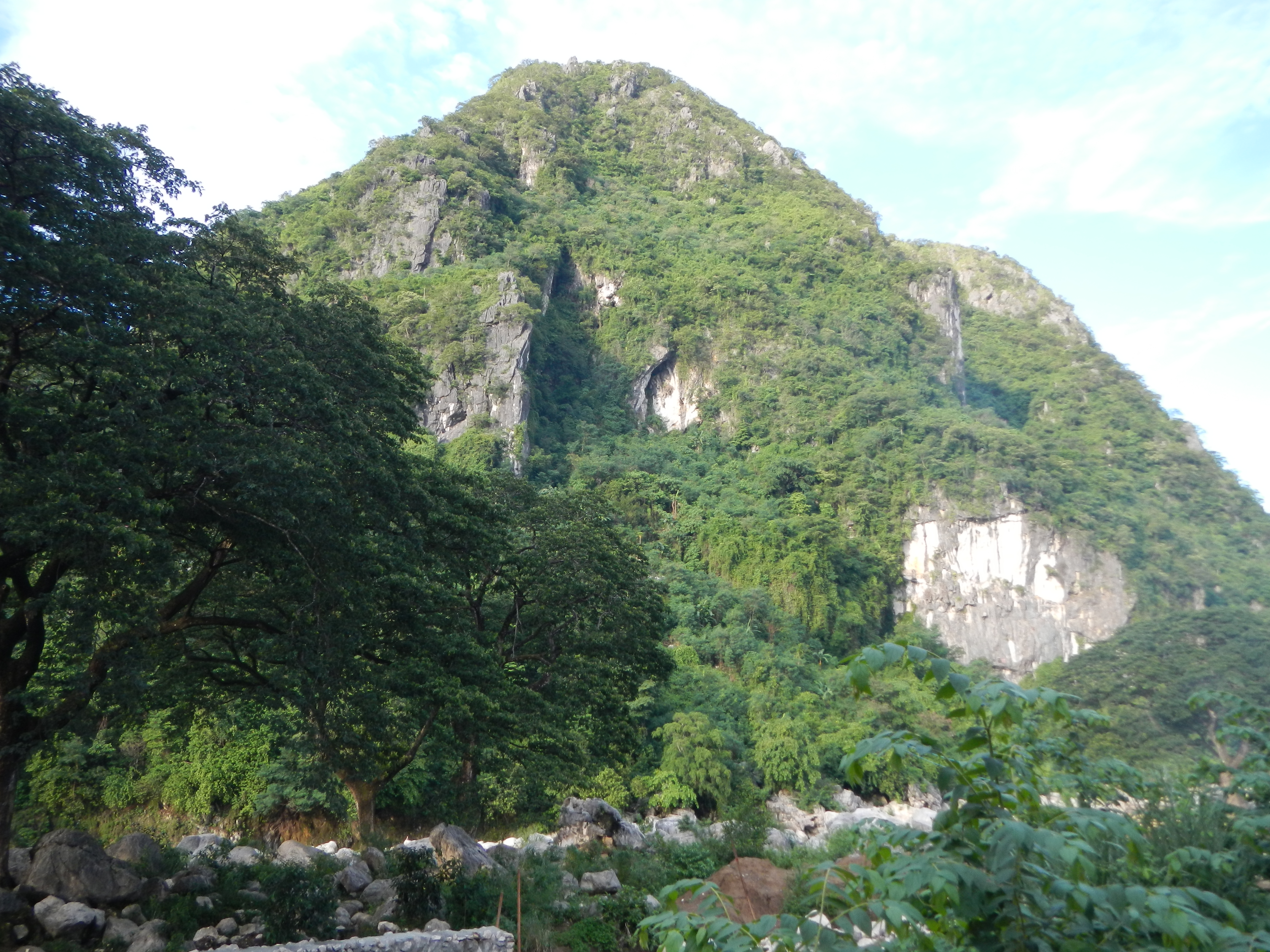
Monte Pamitinan visto desde el río Marikina

Los montes Pamitinan y Binacayan son dos montañas de piedra caliza que se formaron hace unos 20-25 millones de años durante el Mioceno. Crean un dramático telón de fondo para la presa "Wawa", llamada así por su parecido con un portal o "entrada" en la lengua local dumagat. La topografía kárstica de las montañas se debe al continuo paso del agua por sus grietas y fracturas durante millones de años. El monte Pamitinan, el 22.º más alto de Rizal, es un destino de senderismo muy popular entre los principiantes de Gran Manila. Tiene rutas de senderismo designadas que consisten en una parte de asalto fangosa y resbaladiza y una ruta de escalada en roca. Sólo se necesitan dos horas para llegar a su cima desde el sitio de Wawa. Su montaña gemela al sur, el monte Binacayan, tiene un terreno más agrícola que consiste en senderos de roca y bambú menos explorados.
La cueva Pamitinan, en el monte Pamitinan, está declarada Monumento Geológico Nacional. Destaca por sus ricas estalactitas y estalagmitas con piscinas de piedra de borde y coral de cueva. La cueva de varias cámaras se utilizó como cuartel general secreto del Katipunan, donde Andrés Bonifacio y sus compañeros revolucionarios declararon por primera vez la independencia de Filipinas de España el 12 de abril de 1895. También figuró durante la Segunda Guerra Mundial, cuando las fuerzas invasoras japonesas la convirtieron en una armería. Muchos japoneses murieron aquí durante una batalla de tres meses con las fuerzas estadounidenses en 1945. A unos 500 metros de su boca, a través de un estrecho pasillo, se encuentra una caverna de 15 metros de altura y radio llamada Bulwagan ("Salón"). Tiene la inscripción Viva la Independencia escrita en su pared, que data de la época de la Revolución Filipina. Se puede acceder a la cueva a través de un puente colgante desde el desfiladero de Montalbán, que consta de senderos de roca y bambú poco explorados.

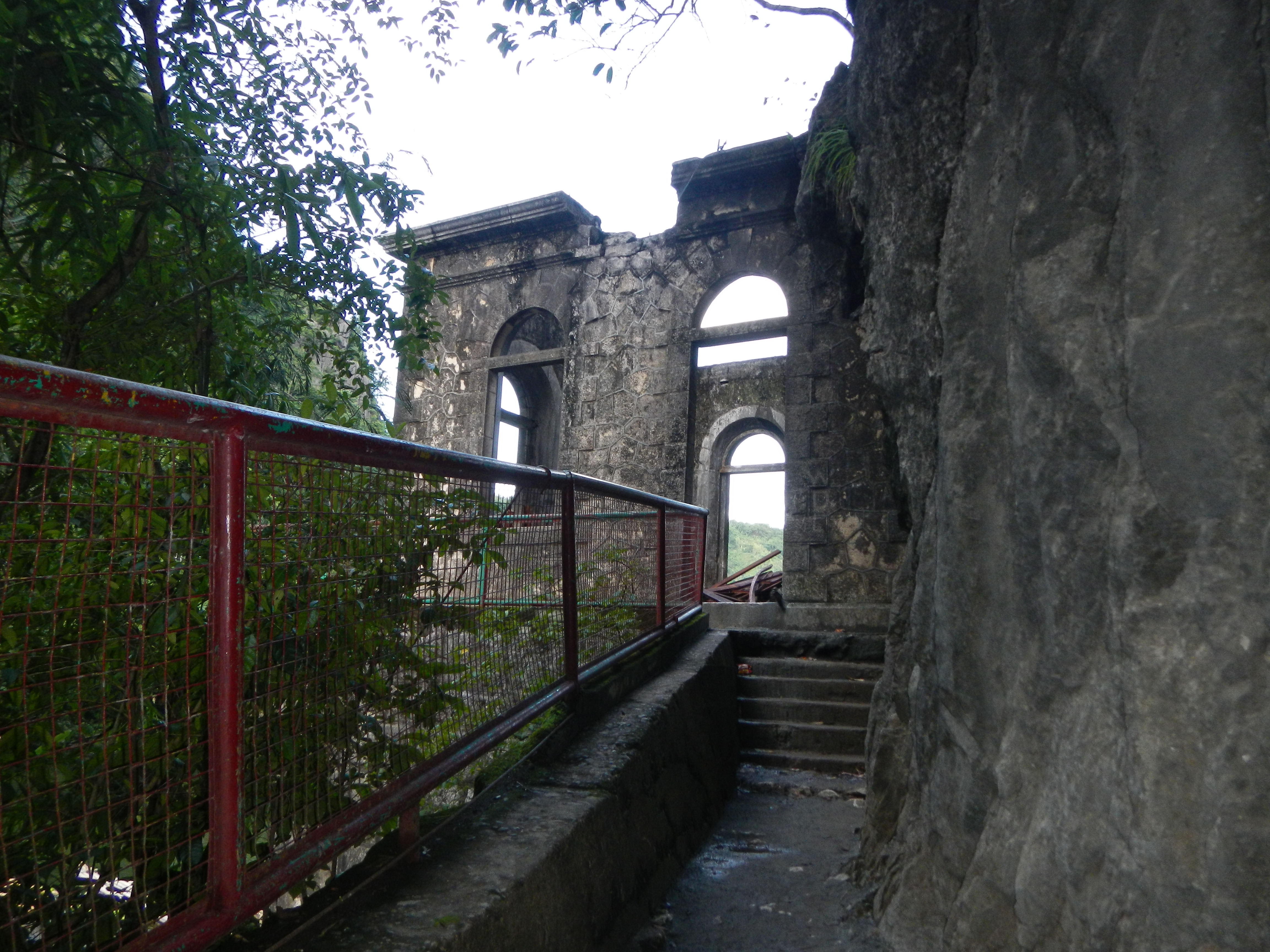
Una torre de vigilancia de la época estadounidense junto a la presa de Wawa

El punto central de la zona protegida es la presa de Wawa, una presa de arco de gravedad clausurada de 12 metros de altura y 85 metros de longitud situada en esta parte de la garganta del río Marikina superior. Fue construida en 1904 por el gobierno colonial estadounidense y fue la única fuente de suministro de agua para Manila en aquella época hasta que fue sustituida por la presa de Angat en la década de 1960. Ahora es un lugar de recreo y pícnic donde los turistas montan en balsas de bambú y se bañan en su embalse, que tiene una profundidad media de 3 metros. La cascada artificial sobre la presa se convirtió en un lugar turístico en el que también se han desarrollado casas de campo y tiendas que venden productos hortofrutícolas locales. Se puede acceder a ella a través de una caminata de 500 metros desde el sitio de Wawa.
El parque también incluye el monte Hapunang Banoi, de 517 metros de altura, situado justo al norte del monte Pamitinan. En este monte se encuentra el manantial de Mascap. Otra cueva de piedra caliza, conocida como la Cueva del Murciélago, a la que sólo se puede acceder durante el verano, cuando baja el nivel del agua en la presa de Wawa, también se encuentra dentro de la zona protegida.

## Biodiversidad
El parque paisajístico protegido cuenta con una rica flora y fauna debido a su ubicación en la Sierra Madre. Es un conocido lugar de observación de aves que ofrece avistamientos de la endémica malcoha frisado, sastre de lomo gris, herrerillo elegante, vencejo de rabadilla gris, shama de ceja blanca, buitre de miel con cresta, bulbul filipino, paloma salvaje, halcón peregrino y papamoscas .
La vegetación del parque se asemeja a la del paisaje protegido adyacente de la cuenca del río Marikina superior y comprende especies de dipterocarpos características de los bosques de tierras bajas como el tánguile, mayapis, bagtikan, lauan blanco y lauan rojo .